# Албрехт Волфганг фон Бранденбург-Байройт
Албрехт Волфганг фон Бранденбург-Байройт (на немски: Albrecht Wolfgang von Brandenburg-Bayreuth; * 8 декември 1689, Мюлхаузен, Горен Пфалц; † 29 юни 1734 до Парма) е маркграф от Бранденбург-Кулмбах и императорски генерал.

## Живот
Той е вторият син на маркграф Кристиан Хайнрих фон Бранденбург-Кулмбах (1661 – 1708) и графиня София Кристиана фон Волфщайн (1667 – 1737).
Албрехт Волфганг следва в университета в Утрехт и постъпва на императорска служба. Става генерал-фелдмаршал-лейтенант.
Убит е в битка на 29 юни 1734 г. при нападение на дворец Крочета близо до Парма. Първо е погребан в Байройт и през 1742 г. е преместен в манастир Химелкрон, където сестра му, датската кралица София Магдалена, му прави паметник.